# Saint-Julien-de-Lampon
Saint-Julien-de-Lampon ist eine französische Gemeinde mit 657 Einwohnern (Stand 1. Januar 2022) im Département Dordogne in Nouvelle-Aquitaine (vor 2016 Aquitaine). Sie gehört zum Arrondissement Sarlat-la-Canéda und zum Kanton Terrasson-Lavilledieu.

## Geografie
Saint-Julien-de-Lampon liegt etwa 58 Kilometer ostsüdöstlich von Périgueux an der Dordogne, in die hier das Flüsschen Tournefeuille einmündet.
Nachbargemeinden sind Carlux im Norden, Pechs-de-l’Espérance im Nordosten, Le Roc im Osten, Nadaillac-de-Rouge im Osten und Südosten, Lamothe-Fénelon im Südosten, Masclat im Süden, Sainte-Mondane im Südwesten sowie Calviac-en-Périgord im Westen.

## Bevölkerungsentwicklung
| Jahr                       | 1962 | 1968 | 1975 | 1982 | 1990 | 1999 | 2006 | 2018 |
| -------------------------- | ---- | ---- | ---- | ---- | ---- | ---- | ---- | ---- |
| Einwohner                  | 538  | 516  | 522  | 552  | 586  | 576  | 586  | 630  |
| Quellen: Cassini und INSEE |      |      |      |      |      |      |      |      |

## Sehenswürdigkeiten

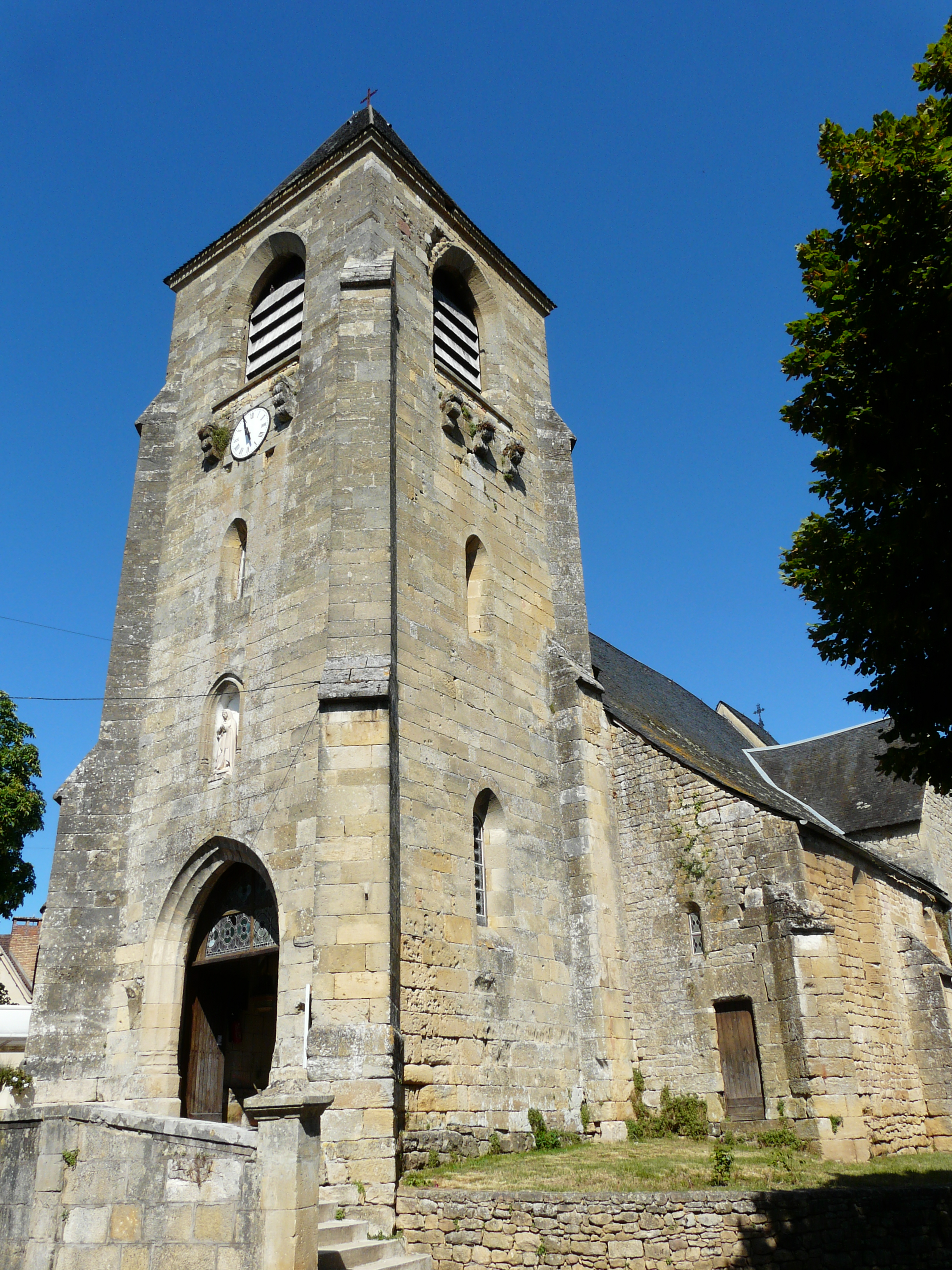
Kirche Saint-Julien

- Kirche Saint-Julien aus dem 15. Jahrhundert, seit 1947 Monument historique
- Schloss La Tourette aus dem 14. Jahrhundert, Umbauten aus dem 17. Jahrhundert